# USS Chachalaca (AMc-41)
USS Chachalaca (AMc-41) – trałowiec typu Accentor. Pełnił służbę w United States Navy w czasie II wojny światowej.
Jego stępkę położono w Bristol Yacht Building Co., South Bristol (Maine). Zwodowano go 11 czerwca 1941. Wszedł do służby 11 września 1941. Przydzielony do 10 Dystryktu Morskiego.
W czasie wojny pełnił służbę na Atlantyku w pobliżu wschodniego wybrzeża USA.
Wycofany ze służby 4 stycznia 1946. Skreślony z listy jednostek floty 8 maja 1946.